# چو جونگری
چو جونگری (Choe Jeongrye) (کره‌ای: 최정례) (۱۹۵۵ – ۱۶ ژانویه ۲۰۲۱) شاعر مدرن کره جنوبی بود.

## زندگی
چو جونگری در سال ۱۹۵۵ در Hwaseong، Gyeonggi-do به دنیا آمد. او در سال ۲۰۰۶ به عنوان شاعر در دانشگاه آیووا در (برنامه بین‌المللی نوشتن) (IWP) شرکت کرد و در سال ۲۰۰۹ به عنوان نویسنده مهمان یک سال به دانشگاه کالیفرنیا، برکلی رفت. وی مدرس دانشگاه کره بود.
او در سال ۲۰۲۱ بر اثر خونریزی مغزی پس از اینکه یک سال قبل به hemophagocytic lymphohistiocytosis، یک بیماری خونی نادر، تشخیص داده شده بود، درگذشت.
بسیاری از اشعار او در مورد زمان و حافظه است. او معمولاً از قطعات زمان و حافظه به عنوان ابزاری برای نگاه کردن به دیگران و جهان یا برای شناسایی خود استفاده می‌کرد. آنچه در نهایت از کاوش او در خاطرات تکه‌تکه و هرج و مرج زمان پدیدار شد، فراموشی بود.
زبان شعرش صریح و فشرده‌است. او از زبان ساده استفاده می‌کند و کلمات ساده را زیر و رو می‌کرد تا آنها را ناآشنا و عجیب کند.

## ترجمه
- نمونه: اشعار منتخب (최정례 시선، ۲۰۱۱) ترجمه شده توسط وین دی فرمری، برندا هیلمن و چو جونگری

## به زبان کره ای
- جنگلی از بامبو در گوش من (내 귓속의 장대나무 숲، ۱۹۹۴)
- ببرها در نور خورشید (햇빛 속에 호랑이، ۱۹۹۸)
- زرشکی فیلد (붉은 밭، ۲۰۰۱)
- عاطفه لبنانی (레바논 감정، ۲۰۰۶)
- کانگورو کانگورو است من هستم (캥거루는 캥거루고 나는 나인데، ۲۰۱۱)
- خندق زادگاه اژدها است (개천은 용의 홈타운، ۲۰۱۵)
- شبکه نور (빛그물، ۲۰۲۰)

## جوایز
- جایزه ادبی Kimdaljin (۱۹۹۹)
- جایزه یی سو (۲۰۰۳)
- جایزه ادبیات مدرن (۲۰۰۷)
- جایزه ادبیات Baekseok (2012)
- جایزه ادبی میدانگ (۲۰۱۵)
- جایزه ادبی Ojangwhan (2015)